# Автошлях Р 24
Автошля́х Р 24 — автомобільний шлях регіонального значення у Івано-Франківській, Тернопільській і Хмельницькій областях. Проходить територією Верховинського, Косівського, Коломийського, Чортківського і Кам'янець-Подільського районів.
На своїй протяжності долає два перевали: Кривопільський та Буковецький. Також перетинає річку Дністер.

## Загальна довжина
Татарів — Косів — Коломия — Гвіздець — Городенка — Товсте — Борщів — Скала-Подільська — Кам'янець-Подільський — 253,9 км.

## Маршрут
Автошлях проходить через такі населені пункти:
| Автошлях Р 24               |        |               |
| Івано-Франківська область   |        |               |
| Яремчанська міська рада     |        |               |
| Татарів                     | 0 км   | Н09           |
| Ворохта                     | 8      |               |
| Верховинський район         |        |               |
| Кривопілля                  | 25     |               |
| Стаїще                      | 30     |               |
| Ільці                       | 34     |               |
| Верховина                   | 40     |               |
| Криворівня                  | 46     |               |
|                             | 48     | Р62           |
| Косівський район            |        |               |
| Яворів                      | 60     |               |
| Соколівка                   | 66     |               |
| Косів                       | 75     |               |
| Старий Косів                | 79     | Т 0909        |
| Пістинь                     | 87     | Т 0915        |
| Стопчатів                   | 97     |               |
| Коломийський район          |        |               |
| Мишин                       | 102    |               |
| Верхній Вербіж              | 107    |               |
| Коломия                     | 115    | Н10           |
| Підгайчики                  | 125    |               |
| Гвіздець                    | 133    | Т 0904        |
| Сороки                      | 141    |               |
| Чернятин                    | 149    |               |
| Городенка                   | 153    | Р20           |
| річка Дністер               | 168    |               |
| Тернопільська область       |        |               |
| приєднання до автошляху     | 177    | М19 E85       |
| Чортківський район          |        |               |
| Товсте                      | 184    | М19 E85       |
| Лисівці                     | 191    |               |
| Верхняківці                 | 206    |               |
| Борщів                      | 210    | Т 2002 Т 2015 |
| Іванків                     | 220    |               |
| Скала-Подільська            | 224    |               |
| Хмельницька область         |        |               |
| Кам'янець-Подільський район |        |               |
| Гуків                       | 228    | Т 2308        |
| Бурти                       | 232    |               |
| Оринин                      | 242    |               |
| приєднання до автошляху     | 247 км | Р48           |

## Стан автошляху
За словами начальника Служби автомобільних доріг Івано-Франківської області Василя Буджака, в листопаді 2016 року на завершальній стадії перебували ремонтні роботи на відтинку дороги в селищі Верховина.
У 2020 році розпочали ремонти автошляху Р-24 Татарів – Косів – Коломия – Кам’янець-Подільський. Роботи відбуваються за правилами проєкту «Велике будівництво».
Ремонтні роботи проводять підрядники з організації ТОВ «АВАКС ПРОФ». Станом на 3 листопада 2020 року розпочали демонтаж берегових опор. Планують влаштувати їх з буронабивних паль, що скоротить вартість та термін будівельних робіт. Міст через річку Серет зведуть довжиною у 64 метри. Вісім метрів становитиме ширина проїжджої частини, облаштують дві смуги для руху автівок. Надалі планують замінити рігели на проміжних опорах. Міст перекриють балками,  на першому і третьому прольоті їхня довжина буде становити 20,25 м, на середньому по 22, 25 м. 